# Autopista San Cristóbal - La Fría
La Autopista San Cristóbal - La Fría, es una importante artería vial que cruza de norte a Sur el Estado Táchira, en los andes venezolanos, atravesando diversos municipios, y que se encuentra actualmente en construcción, inicialmente se esperaba la culminación de su tramo IV para octubre del año 2008, sin embargo no ocurrió, actualmente los tramos II y IV se encuentran en construcción, cuando este totalmente finalizada tendrá alrededor de 65.85 kilómetros de recorrido, lo que facilitara y descongestionara el tránsito de Vehículos en esta importante entidad federal de Venezuela, permitiendo una comunicación más rápida entre la ciudad de San Cristóbal y el Aeropuerto Internacional "Francisco García de Hevia" de La Fría. Las obras están a cargo de la gobernación de ese estado y del Ministerio de Infraestructura.

## Tramos
- San Cristóbal - Distribuidor Copa de Oro 9,5 km (ejecutado)
- Copa de Oro - Lobatera 15,85 km (en proyecto)
- Lobatera - San Pedro del Río 8,5 km (ejecutado)
- San Pedro del Río - San Félix 12,5 km (en obras)
- San Félix- Distribuidor La Fría 19,50 km (ejecutado)